# Clément Chevrier
Clément Chevrier (Amiens, 29 giugno 1992) è un ex ciclista su strada francese, professionista dal 2015 al 2020.

## Palmarès
- 2010 (Juniores)

3ª tappa 3Tre Bresciana (Brescia > Illasi)
- 2013 (Chambéry CF)

4ª tappa Tour des Pays de Savoie (Saint-Michel-de-Maurienne > Fontcouverte-la-Toussuire)
Les Bosses du Haut-Drac
- 2014 (Bissell Development Team)

Classifica generale San Dimas Stage Race

### Altri successi
- 2014 (Trek Factory Racing)

Classifica giovani USA Pro Cycling Challenge

## Piazzamenti

### Grandi Giri
- Giro d'Italia

2015: 69º
2017: 81º
- Vuelta a España

2016: 41º
2017: 60º
2019: 58º

### Classiche monumento
- Liegi-Bastogne-Liegi

2015: ritirato
2016: ritirato
2019: 95º
- Giro di Lombardia

2015: ritirato

### Competizioni mondiali
- Campionati del mondo

Toscana 2013 - In linea Under-23: 11º